# Operazione Agreement
L'operazione Agreement (accordo in inglese) fu lanciata dagli Alleati nella seconda guerra mondiale nella notte tra il 13 e il 14 settembre 1942 per colpire le basi aeronavali e i depositi dell'Asse in Nordafrica.

## Presupposti
Il 29 e 30 aprile 1942 Hitler e Mussolini, riunitisi a Klessheim, avevano stabilito che l'ACIT (Armata corazzata italo-tedesca) in Nordafrica avrebbe dovuto mettere in atto un'offensiva per conquistare Tobruk e attestarsi sulla linea Sollum-Halfaya dopodiché ogni sforzo sarebbe stato rivolto alla conquista dell'isola fortificata di Malta, sede di un'importante base aeronavale da dove decollavano gli aerei che attaccavano i convogli dell'Asse che facevano la spola tra Italia e Libia.
Effettivamente per il 20 giugno l'ACIT, condotta abilmente da Rommel, era riuscita a conseguire tutti i risultati prefissi pur potendo contare su forze inferiori in uomini e mezzi.
A questo punto, per ridare morale alle proprie truppe, il comando britannico accettò la proposta del tenente colonnello John Haselden, comandante delle unità speciali LRDG (Long Range Desert Group), di utilizzare una delle sue unità speciali per condurre un colpo di mano contro Tobruk dal deserto.
Tale idea iniziale fu poi sviluppata fino a trasformarla in un'imponente operazione dimostrativa con un consistente intervento di forze aero-navali (operazione Agreement) contro le basi aero-navali e i depositi dell'Asse divisa in quattro parti:
1. operazione Daffodil contro Tobruk per distruggerne i depositi di carburante e le installazioni portuali;
2. operazione Snowdrop contro Bengasi per distruggerne i depositi di carburante;
3. operazione Hyacinth contro Barce per distruggerne le installazioni militari;
4. operazione Tulip contro l'oasi di Gialo per conquistarla per il tempo necessario da coprire la ritirata via terra di un'aliquota dei partecipanti alle citate operazioni.

Per aumentare le probabilità di successo, nella notte del 13 settembre furono effettuate diverse azioni diversive fingendo degli attacchi terrestri presso El Alamein, navali contro Daba e un finto aviosbarco presso Siwa, simulato con il lancio di manichini che erano delle trappole, in quanto si autodistruggevano.
Il fine dell'operazione era di dimostrare a Rommel di essere in grado di colpire ovunque, così da costringerlo a disperdere le sue truppe.
Essa fu confermata anche quando ormai da giorni era chiaro che l'azione di Rommel era stata bloccata.

## L'azione

### Operazione Hyacinth
L'attacco a Barce fu portato da due pattuglie dei LRDG (una britannica e un'altra neozelandese), per un totale di 50 soldati montati su 12 camion leggeri e 5 jeep.
Si mossero da Faiyum il 2 settembre con l'appoggio di un'altra pattuglia di LRDG della Rhodesia, che nei pressi dell'obiettivo li avrebbe dovuti lasciare per rinforzare l'attacco contro Bengasi, per poi ritrovarsi dopo l'azione e ritirarsi insieme.
Il 12, come stabilito, giunsero a Barce dopo un viaggio di 1 860 km nel deserto. A questo punto la pattuglia rhodesiana proseguì verso ovest per Bengasi, mentre britannici e neozelandesi si prepararono per l'attacco della notte successiva.
Alla mezzanotte tra il 13 ed il 14, mentre la pattuglia inglese attaccava le baracche dei militari creando un diversivo, i neozelandesi si diressero verso l'aeroporto, colpendo con proiettili incendiari gli aerei parcheggiati e demolendo alcune installazioni con l'esplosivo. Mentre si ritiravano furono affrontati dai difensori, ma riuscirono a rompere il blocco combattendo e perdendo alcuni uomini e mezzi.
Ricongiuntisi con la pattuglia britannica, cominciarono la ritirata. Nelle ore successive furono attaccati da un reparto di Zaptié che ferì diversi LRDG, e distrusse parecchi loro veicoli. Alla fine sui due automezzi superstiti furono fatti salire i feriti più gravi, mentre gli altri proseguirono a piedi. In un'oasi distante 160 km si ritrovarono con la pattuglia proveniente da Bengasi, e grazie ai loro mezzi si ritirarono verso Kufra. La loro azione portò alla distruzione di 23 aerei.
Gli attaccanti lamentarono 10 prigionieri (7 neozelandesi e 3 rhodesiani), tutti feriti. Dopo un anno 4 dei neozelandesi riuscirono a evadere.

### Operazione Snowdrop
L'attacco a Bengasi doveva essere portato da un commando del SAS forte di 200 uomini, e comandato dal tenente colonnello David Stirling.
Questi, partendo dall'oasi di Kufra e guidati da una pattuglia dei LRDG della Rhodesia, giunsero come previsto nei pressi di Bengasi dopo un viaggio di 965 km. Lì incontrarono un'altra pattuglia dell'LRDG proveniente da Barce che, fino ad allora, aveva appoggiato la squadra di attacco dell'operazione Hyacinth.
Il piano prevedeva che i LRDG si sarebbero occupati della pista di atterraggio, mentre il SAS avrebbero dovuto distruggere le installazioni portuali appena fosse terminato il bombardamento della RAF.
Ritardati dal terreno accidentato, gli operatori dell'LRDG rinunciarono alla missione e si nascosero per non essere avvistati dalla ricognizione aerea. Il SAS portò invece avanti il suo attacco, ma fu subito bloccato. Alle prime luci del giorno gli italo-tedeschi cominciarono a braccarli con gli aerei, così i britannici si divisero in piccoli gruppi per ritornare a Kufra, dove gli ultimi giunsero il 24 settembre.
Gli attaccanti persero quasi la metà delle 72 tra jeep e camion. Dieci militari furono uccisi o risultarono dispersi, e numerosi furono anche i feriti.
Le due pattuglie dell'LRDG si riunirono agli attaccanti di Barce, e li aiutarono a rientrare in territorio amico.

### Operazione Daffodil
L'azione contro Tobruk era l'unica a prevedere uno sbarco anfibio di 550 soldati, con l'appoggio di truppe giunte dal deserto (90 militari).
Nella notte tra il 13 e il 14 settembre, sfruttando la sorpresa e ricorrendo all'inganno (alcuni degli attaccanti vestivano divise tedesche mentre gli altri si fingevano prigionieri così poterono penetrare nella base senza destare sospetti) l'azione iniziale delle truppe provenienti da terra riuscì sostanzialmente. Problemi invece furono incontrati da quelle provenienti dal mare, il cui sbarco fallì sanguinosamente. Dopo una notte di combattimenti, sostenuto per la gran parte da militari italiani, gli inglesi lamentarono 779 morti, 576 prigionieri (di cui 34 ufficiali), l'affondamento dell'incrociatore Coventry, dei cacciatorpediniere Sikh e Zulu, di 4 Motor Torpedo Boat (MTB 308, MTB 310, MTB 312 MTB 314), di 2 Motor Launches (ML 352, ML 353) e di diverse imbarcazioni d'assalto per opera delle difese costiere e dell'aviazione Italiana.
Il MTB 314, una barca che era stata danneggiata e si era arenata durante la battaglia, fu catturata dal R-boot tedesco R-10 all'alba con 117 marinai e soldati a bordo. Dozzine di marinai e marines britannici furono salvati dalla torpediniera italiana Castore, da una flottiglia di dragamine tedesche e da diverse chiatte a motore italiane, che catturarono inoltre un paio di mezzi anfibi che tentavano di raggiungere Alessandria a velocità molto bassa.
Tra gli italo-tedeschi si contarono 16 morti e 50 feriti.

### Operazione Tulip
Le truppe inviate contro l'oasi di Gialo era forte di circa 800 uomini, per lo più sudanesi, che avevano lasciato Kufra l'11 settembre guidati da una pattuglia del LRDG formata da militari della Nuova Zelanda. Il viaggio fu più difficoltoso del previsto, così le unità attaccarono l'obiettivo solo il 15, ma senza esito: la guarnigione formata da truppe italiane non si arrese e così il 20 giunse l'ordine dal Cairo di ritirarsi.
Tra i sudanesi si lamentarono 6 morti o dispersi e 45 feriti, per la gran parte dovuti ad attacchi aerei. Il 19 un attacco aereo sorprese anche la pattuglia dell'LRDG, che accusarono 7 feriti e 3 dispersi.
L'incursione contro l'oasi di Gialo quindi riuscì solo a mantenere le truppe italiane bloccate nella guarnigione per alcuni giorni.